# Spermacoce multibracteata
Spermacoce multibracteata är en måreväxtart som först beskrevs av Elsa Leonor Cabral och Nélida María Bacigalupo, och fick sitt nu gällande namn av Ined.. Spermacoce multibracteata ingår i släktet Spermacoce och familjen måreväxter. Inga underarter finns listade i Catalogue of Life.